# Cube Cove
Cube Cove is een plaats (census-designated place) in de Amerikaanse staat Alaska, en valt bestuurlijk gezien onder Skagway-Hoonah-Angoon Census Area.

## Demografie
Bij de volkstelling in 2000 werd het aantal inwoners vastgesteld op 72.

## Geografie
Volgens het United States Census Bureau beslaat de plaats een oppervlakte van
30,4 km², waarvan 29,6 km² land en 0,8 km² water.

## Plaatsen in de nabije omgeving
De onderstaande figuur toont nabijgelegen plaatsen in een straal van 56 km rond Cube Cove.